# Veliki Podljuben
Veliki Podljuben je naselje v Občini Novo mesto.